# محمدجعفر ادیب شیرازی
محمدجعفر ادیب شیرازی، شاعر و از پیش‌گامان صنعت چاپ و مطبوعات در ایران است.
وی که از بزرگ‌زادگان شیراز بود، پس از گذراندن مقدمات علوم، به هندوستان و فرنگ سفر کرد. چندی نیز با وزراء و سفراء انگلیس همسفر و همراه بود. در زمان محمدشاه که وسایل چاپ را به ایران آوردند، به امر شاه به تهران آمده و به سرپرستی دارالطباعه منصوب شد و مدت‌ها به آن کار مشغول شد. او قصایدی می‌سرود و گاه به مدیحه‌سرایی می‌پرداخت. وی ایام پیری را در موطن خود گذراند و در سال ۱۲۶۰ هجری قمری در شیراز در گذشت.